# Eresma
El Eresma, también llamado Balsaín o Valsaín en su tramo superior, es un río de la parte central de España, que discurre por Castilla y León, por las provincias de Segovia y Valladolid. Pertenece a la cuenca del Duero, del que es subafluente por su margen izquierda. Tiene una longitud de 134 km y drena una cuenca de 2940 km². Tiene un régimen pluvionival.

## Etimología
Etimológicamente deriva de la voz ibera «Iri-sama» cuyo significado es «que rodea a la ciudad grande». La ciudad a la que se alude no sería Segovia, sino más bien la localidad segoviana de Coca, la «Cauca Vaccea».

## Curso
El Eresma nace en el valle de Valsaín, en la sierra de Guadarrama, de la confluencia de varios arroyos que bajan de las laderas de Peñalara, Siete Picos y Montón de Trigo, entre otros.

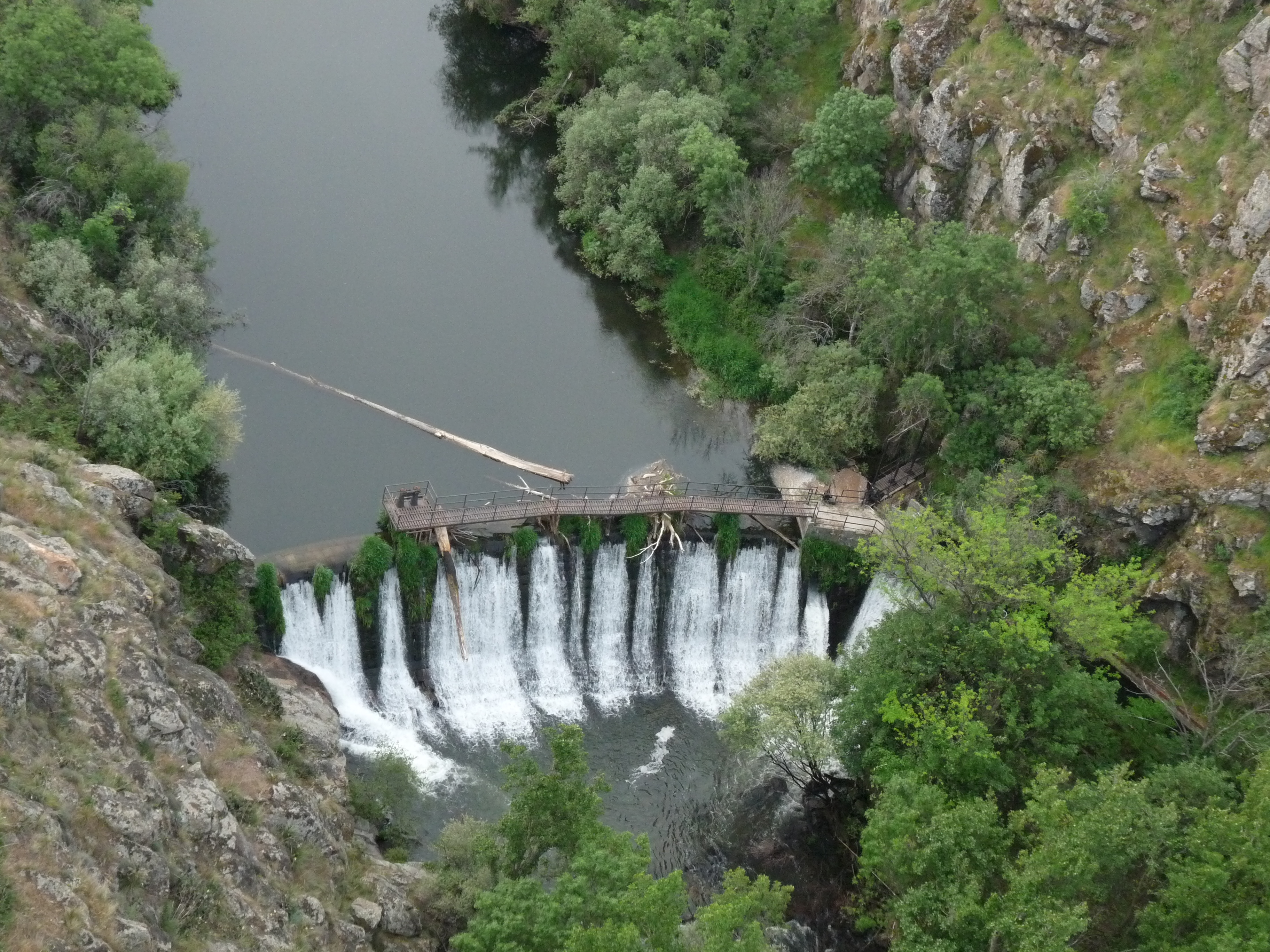
Presa a la altura de Segovia

Sigue en dirección norte, pasando por San Ildefonso, Palazuelos de Eresma, San Cristóbal de Segovia y por la ciudad de Segovia, la cual rodea en un meandro cerrado. Transcurre en dirección noroeste, pasando por los municipios de Valverde del Majano, Hontanares de Eresma, Los Huertos, Armuña, Yanguas de Eresma, Bernardos, Carbonero el Mayor, Migueláñez, Navas de Oro, Coca, Villeguillo y Villaverde de Íscar.
Se adentra en la provincia de Valladolid por Llano de Olmedo, Aguasal, Olmedo, Pedrajas de San Esteban, Alcazarén y Hornillos de Eresma.
Posteriormente desemboca por la derecha en el Adaja, río con menor caudal que el mismo Eresma, que pasa por la ciudad de Ávila, en el municipio de Matapozuelos (Valladolid) y en su confluencia se encuentra la ermita de Nuestra Señora de Sieteiglesias. Por su parte, el Adaja desemboca en el Duero unos 30 km aguas abajo, en el paraje de Aniago, más arriba de Tordesillas.

## Afluentes

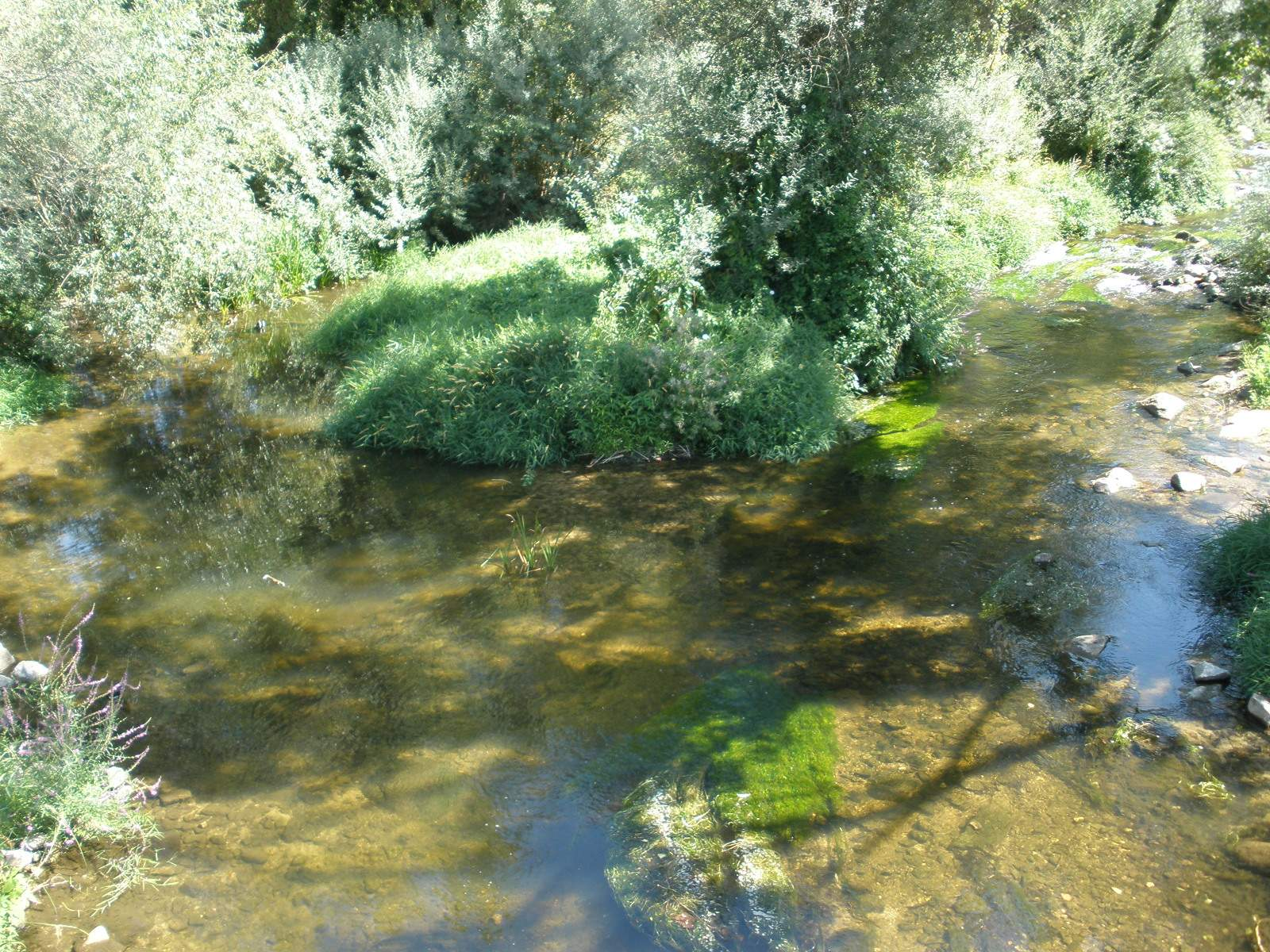
Confluencia de los ríos Eresma (derecha) y Ciguiñuela (izquierda).

Sus afluentes más importantes los recibe por la izquierda, siendo el Moros, el Voltoya, el Frío, el Tejadilla y el Milanillos; por la derecha recibe al Cambrones y al Ciguiñuela, cuyo caudal es menor al confluir a pie de sierra.

## Valor ecológico
Su cuenca forma parte de la Red Natura 2000, estando catalogada como Zona de Especial Protección para las Aves.